# Франческа Інделікато
Франческа Інделікато (італ. Francesca Indelicato; нар. 27 квітня 1995) — італійська борчиня вільного стилю та пляжна борчиня, бронзова призерка Середземноморського чемпіонату з вільної боротьби, чемпіонка Середземноморських пляжних ігор з пляжної боротьби.

## Спортивні результати на міжнародних змаганнях

### Виступи на Чемпіонатах Європи
| Змагання                         | Збірна | Вагова категорія          | Місце |
| -------------------------------- | ------ | ------------------------- | ----- |
| Чемпіонат Європи з боротьби 2019 | Італія | жіноча боротьба, до 57 кг | 11    |
| Чемпіонат Європи з боротьби 2021 | Італія | жіноча боротьба, до 57 кг | 5     |

### Виступи на Європейських іграх
| Змагання              | Збірна | Вагова категорія          | Місце |
| --------------------- | ------ | ------------------------- | ----- |
| Європейські ігри 2019 | Італія | жіноча боротьба, до 57 кг | 10    |

### Виступи на Середземноморських чемпіонатах
| Змагання                                     | Збірна | Вагова категорія          | Місце  |
| -------------------------------------------- | ------ | ------------------------- | ------ |
| Середземноморський чемпіонат з боротьби 2015 | Італія | жіноча боротьба, до 55 кг | Бронза |

### Виступи на Середземноморських пляжних іграх
| Змагання                           | Збірна | Вагова категорія          | Місце  |
| ---------------------------------- | ------ | ------------------------- | ------ |
| Середземноморські пляжні ігри 2023 | Італія | пляжна боротьба, до 60 кг | Золото |

### Виступи на інших змаганнях
| Змагання                                                    | Збірна | Вагова категорія          | Місце  |
| ----------------------------------------------------------- | ------ | ------------------------- | ------ |
| Flatz Open 2013                                             | Італія | жіноча боротьба, до 55 кг | 16     |
| Flatz Open 2015                                             | Італія | жіноча боротьба, до 55 кг | 10     |
| Турнір міста Сассарі з боротьби 2015                        | Італія | жіноча боротьба, до 55 кг | 4      |
| Гран-прі Іспанії з боротьби 2015                            | Італія | жіноча боротьба, до 55 кг | 9      |
| Турнір міста Сассарі з боротьби 2016                        | Італія | жіноча боротьба, до 58 кг | 9      |
| Гран-прі Парижа з боротьби 2017                             | Італія | жіноча боротьба, до 58 кг | 7      |
| Flatz Open 2017                                             | Італія | жіноча боротьба, до 58 кг | Срібло |
| Турнір міста Сассарі з боротьби 2017                        | Італія | жіноча боротьба, до 58 кг | Срібло |
| Klippan Lady Open 2019                                      | Італія | жіноча боротьба, до 57 кг | 11     |
| Гран-прі Німеччини з боротьби 2019                          | Італія | жіноча боротьба, до 57 кг | Бронза |
| Турнір Дана Колова — Николи Петрова 2019                    | Італія | жіноча боротьба, до 57 кг | 16     |
| Турнір міста Сассарі з боротьби 2019                        | Італія | жіноча боротьба, до 57 кг | 8      |
| Меморіал Маттео Пелліконе 2020                              | Італія | жіноча боротьба, до 57 кг | 19     |
| Меморіал Маттео Пелліконе 2021                              | Італія | жіноча боротьба, до 57 кг | Бронза |
| Олімпійський кваліфікаційний турнір з боротьби 2020 (Софія) | Італія | жіноча боротьба, до 57 кг | 11     |
| Турнір Сен-Лоран-дю-Вара з пляжної боротьби 2024            | Італія | пляжна боротьба, до 60 кг | 7      |
| Турнір Сен-Лоран-дю-Вара з пляжної боротьби 2024            | Італія | пляжна боротьба, до 60 кг | 5      |
| Турнір Пореча з пляжної боротьби 2024                       | Італія | пляжна боротьба, до 60 кг | 4      |

### Виступи на змаганнях молодших вікових груп
| Змагання                                       | Збірна | Вагова категорія          | Місце |
| ---------------------------------------------- | ------ | ------------------------- | ----- |
| Чемпіонат Європи з боротьби серед юніорів 2015 | Італія | жіноча боротьба, до 59 кг | 12    |
| Чемпіонат Європи з боротьби серед молоді 2017  | Італія | жіноча боротьба, до 60 кг | 9     |
| Чемпіонат світу з боротьби серед молоді 2017   | Італія | жіноча боротьба, до 60 кг | 8     |